# Королевская табачная фабрика

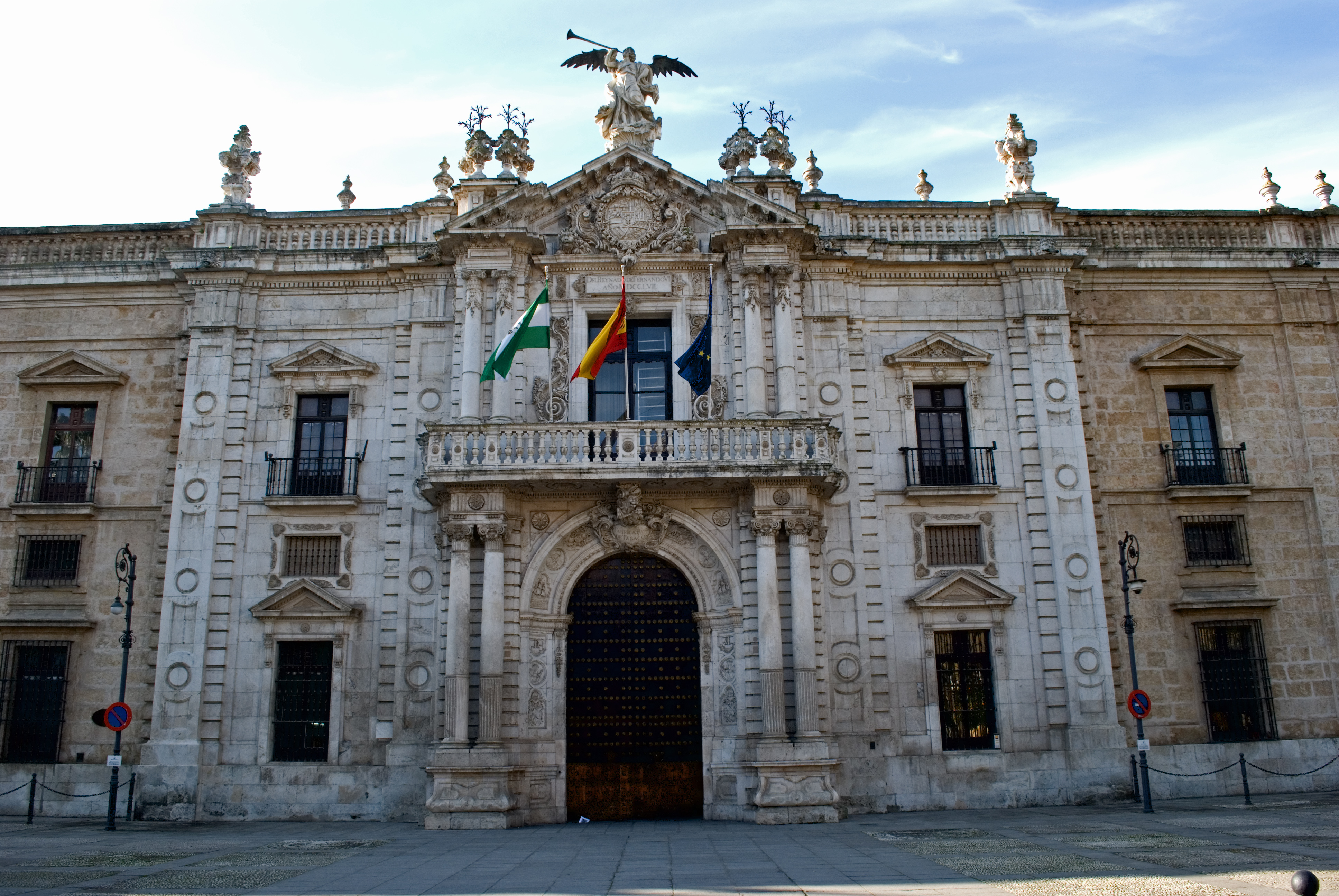
Королевская табачная фабрика. Ныне здание ректората Севильского университета

Королевская табачная фабрика (исп. Real Fábrica de Tabacos) — историческое здание в Севилье, построенное в XVIII веке для размещения первой в Европе табачной фабрики. Один из наиболее блистательных образцов промышленной архитектуры дореволюционной эпохи.
Здание возводилось в 1728—1770 годах, окружено рвом. Комплекс сооружений табачной фабрики Севильи — второй в Испании по своей величине после Эскориала. Именно в этом здании трудилась знаменитая Кармен из одноимённой новеллы Проспера Мериме, посетившего севильскую табачную фабрику в начале XIX века. В XIX веке на этой фабрике производилось не менее трёх четвертей всех европейских сигар. С середины 1950-х годов в здании Королевской табачной фабрики размещаются ректорат и некоторые факультеты Севильского университета.